# Depastromorpha africana
Depastromorpha africana är en nässeldjursart som beskrevs av Oscar Henrik Carlgren 1935. Depastromorpha africana ingår i släktet Depastromorpha och familjen Depastridae. Inga underarter finns listade i Catalogue of Life.